# ابیس (یمن)
 ابیس  (در عربی:  أبیَس )
نام روستایی است در دهستان المَذبَح از توابع استان لَحِج در کشور یمن در شبه جزیره عربستان.

## جمعیت
جمعیت آن (۴۵ ) نفر (۵ خانوار) می‌باشد.